# アームス
有限会社アームス（英: Arms Corporation）は、かつて存在した日本のアニメ制作会社。
1996年11月18日に設立され、深夜アニメを中心に制作。2017年8月に株式会社コモンセンスへ商号を変更して活動を縮小し、2020年5月31日に解散した。

## 略歴
スタジオ旗艦でプロダクションマネージメントを務めていた清水修を代表とし、アダルトアニメの制作とぴえろのグロス請け業務を目的としてスタジオ旗艦より分社され1996年11月18日に設立された。
当初はピンクパイナップルやグリーンバニーといった大手アダルトアニメレーベルを中心に、「ARMS」・「ダンディ・ライオン」・「Triple X」（トリプル・エックス）・「呀龍スタジオ」などの別名義も用いながら数々のタイトルを制作していたが、年を経るに従いタイトル売上は下降へと転じ、公式サイトでは毎月の更新毎にプロデューサーの越中おさむが苦しい胸の内を明かすようになっていく。こうして18禁OVA制作に見切りを付け始める一方、2004年に入ると『MEZZO -メゾ-』を皮切りにTVシリーズの自社制作を開始。その後、公式サイトは約1か月間のサーバ整理と称して2年以上もの休眠状態に入り、それまでのサイト内容は一切閲覧不可となった。
2005年12月22日には、ストーリー原案・キャラクターデザイン・作画監督にりんしん、脚本にたかおかよしおを迎えて制作した『緋忍伝 呀宇種』の第1巻「朧月の章」をピンクパイナップルから発売したが、売上はもはや当初の作品のようには伸びず、続巻制作を断念。それ以降、18禁OVAは制作していない。
2007年2月20日には、長らく休眠状態にあった公式サイトがリニューアルオープン。当時社内に机を置いていた梅津泰臣の次回作であった、『KITE LIBERATOR』制作決定を報じるFlashムービーも公開された。しかし、以前制作していた18禁OVAのタイトルはサイト内容の作品一覧から全て抹消され、その後の代表作である一般タイトルの『MEZZO -メゾ-』や、『エルフェンリート』などが記載されるだけに留まった。
2015年現在では、主にジェンコプロデュースのテレビシリーズの制作や他社からのグロス請けを中心に活動していた。
2017年8月、株式会社コモンセンスに商号を変更し、活動を縮小。
2019年9月20日にぴえろプラスが「株式会社スタジオサインポスト」に商号を変更したことに伴い、自社ホームページを完全に閉鎖した。
株式会社コモンセンスは、2020年5月31日に解散を決議。同年7月22日に東京地方裁判所から特別清算開始決定を受けた。そして、同年10月6日に法人格が消滅した。
アームスの名称はスタジオサインポストの制作ブランドとして残り、2022年放送の『真・一騎当千』はアームス名義で制作することが発表された。

## 主な作品

### テレビアニメ
| 開始年 | 放送期間    | タイトル                              | 監督             | アニメーション プロデューサー | 備考                             |
| ------ | ----------- | ------------------------------------- | ---------------- | ----------------------------- | -------------------------------- |
| 2004年 | 1月 - 3月   | MEZZO -メゾ-                          | 梅津泰臣         | 越中おさむ                    |                                  |
| 2004年 | 7月 - 10月  | エルフェンリート                      | 神戸守           | 越中おさむ                    |                                  |
| 2004年 | 10月 - 12月 | 下級生2〜瞳の中の少女たち〜           | 杜野幼青         | 越中おさむ                    |                                  |
| 2006年 | 4月 - 6月   | 女子高生 GIRL'S-HIGH                  | ふじもとよしたか | 越中おさむ                    |                                  |
| 2006年 | 4月 - 7月   | ひまわりっ!                           | 影山楙倫         | N/A                           |                                  |
| 2007年 | 1月 - 4月   | ひまわりっ!!                          | 影山楙倫         | N/A                           |                                  |
| 2007年 | 2月 - 5月   | 一騎当千 Dragon Destiny               | 大畑晃一         | 畠山拓郎 越中おさむ           |                                  |
| 2007年 | 10月 - 12月 | げんしけん2                           | よしもときんじ   | N/A                           | アニメーション制作協力：亜細亜堂 |
| 2008年 | 6月 - 8月   | 一騎当千 Great Guardians              | 大畑晃一         | 畠山拓郎 越中おさむ           |                                  |
| 2009年 | 4月 - 6月   | クイーンズブレイド 流浪の戦士         | よしもときんじ   | 畠山拓郎 越中おさむ           |                                  |
| 2009年 | 9月 - 12月  | クイーンズブレイド 玉座を継ぐ者       | よしもときんじ   | 畠山拓郎 越中おさむ           |                                  |
| 2010年 | 10月 - 12月 | 百花繚乱 サムライガールズ             | KOBUN            | 越中おさむ 小澤一由           |                                  |
| 2012年 | 4月 - 6月   | クイーンズブレイド リベリオン         | 杜野幼青         | N/A                           |                                  |
| 2012年 | 7月 - 9月   | はぐれ勇者の鬼畜美学                  | 久城りおん       | 越中おさむ 小澤一由           |                                  |
| 2013年 | 1月 - 3月   | まおゆう魔王勇者                      | 高橋丈夫         | 小澤一由 畠山拓郎             |                                  |
| 2013年 | 4月 - 6月   | 百花繚乱 サムライブライド             | KOBUN            | 野崎慎太郎                    |                                  |
| 2013年 | 10月 - 12月 | 世界でいちばん強くなりたい!           | 久城りおん       | 小澤一由                      |                                  |
| 2014年 | 1月 - 3月   | ウィザード・バリスターズ 弁魔士セシル | 梅津泰臣         | 越中おさむ                    |                                  |
| 2014年 | 4月 - 6月   | 極黒のブリュンヒルデ                  | 今泉賢一         | 小澤一由 川上竜太郎           |                                  |
| 2015年 | 1月 - 3月   | ISUCA                                 | 岩永彰           | 小澤一由                      |                                  |
| 2015年 | 10月 - 12月 | VALKYRIE DRIVE -MERMAID-              | 金子ひらく       | 小澤一由                      |                                  |
| 2022年 | 5月         | 真・一騎当千                          | 久城りおん       | N/A                           | スタジオサインポストの別名義     |

### OVA

#### 一般
| 発売年 | タイトル                                           | 備考    |
| ------ | -------------------------------------------------- | ------- |
| 1996年 | 僕のセクシャルハラスメント                         |         |
| 1999年 | Piaキャロットへようこそ!!2 DX                      | -2000年 |
| 2000年 | With You 〜みつめていたい〜                        | -2001年 |
| 2001年 | ONE 〜輝く季節へ〜                                 | -2002年 |
| 2002年 | ナコルル 〜あのひとからのおくりもの〜 郷里之畏友編 |         |
| 2007年 | 最遊記RELOAD -burial-                              | -2008年 |
| 2008年 | KITE LIBERATOR                                     |         |
| 2010年 | クイーンズブレイド 美しき闘士たち                  |         |
| 2011年 | クイーンズブレイド プレミアムビジュアルブック      |         |
| 2012年 | 一騎当千 集鍔闘士血風録                            |         |
| 2015年 | 一騎当千 Extravaganza Epoch                        |         |
| 2015年 | 百花繚乱 サムライアフター                          |         |
| 2019年 | 一騎当千 Western Wolves                            |         |

#### 18禁
| 発売年 | タイトル                                | 備考                         |
| ------ | --------------------------------------- | ---------------------------- |
| 1992年 | 淫獣学園                                | -1993年、第2巻から           |
| 1994年 | 真・淫獣学園                            |                              |
| 1994年 | 聖獣伝ツインドールズ                    |                              |
| 1994年 | セーラー戦士ヴィーナス・ファイブ        |                              |
| 1995年 | 淫獣聖戦ツインエンジェル                |                              |
| 1995年 | ドラゴンナイト外伝                      | 発売当時は15禁、Triple X名義 |
| 1995年 | 下級生 MY PRETTY CLASS STUDENT          | 発売当時は15禁               |
| 1996年 | 淫獣学園EX                              |                              |
| 1996年 | 淫獣聖戦XX                              |                              |
| 1996年 | アドバンサー ティナ                     | ダンディライオン名義         |
| 1996年 | オーキッド☆エンブレム                   | ダンディライオン名義         |
| 1996年 | 河原崎家の一族 THE ANIMATION            | -1997年                      |
| 1996年 | 同級生2                                 |                              |
| 1997年 | Piaキャロットへようこそ!!               | -1998年、Triple X名義        |
| 1997年 | TOKIO機動ポリス                         | ダンディライオン名義         |
| 1997年 | 遺作                                    |                              |
| 1998年 | Piaキャロットへようこそ!!2              | -1999年、Triple X名義        |
| 1998年 | ミッドナイトパンサー                    |                              |
| 1998年 | 無人島物語X                             |                              |
| 1998年 | A KITE                                  | -2000年                      |
| 1999年 | 無人島物語XX                            |                              |
| 1999年 | Natural                                 | -2002年                      |
| 2000年 | MEZZO FORTE -メゾフォルテ-              |                              |
| 2000年 | SeptemCharm まじかるカナン              | -2003年、Triple X名義        |
| 2001年 | 淫獣学園 復活篇                         | -2002年                      |
| 2001年 | 遺作 〜Respect〜                        |                              |
| 2001年 | プリンセスメモリー                      | Triple X名義                 |
| 2001年 | Natural2 -DUO-                          | -2003年                      |
| 2001年 | él -エル-                               |                              |
| 2001年 | ワーズ・ワース                          |                              |
| 2001年 | 新世紀 淫魔聖伝                         | -2002年                      |
| 2001年 | ロマンスは剣の輝きII                    |                              |
| 2002年 | 同窓会again                             |                              |
| 2002年 | みずいろ                                |                              |
| 2002年 | flutter of birds 〜鳥達の羽ばたき〜     |                              |
| 2002年 | ハイヌウェレ 収穫の夜                   |                              |
| 2002年 | あしたの雪之丞                          | -2003年                      |
| 2003年 | MASARU あしたの雪之丞2                  |                              |
| 2003年 | flutter of birds II 〜天使たちの翼〜    |                              |
| 2003年 | 螢子                                    |                              |
| 2003年 | ダーク・シェル 檻の中の艶               |                              |
| 2003年 | 肉体転移                                | -2004年                      |
| 2003年 | ONE 〜輝く季節へ〜 True Stories         | -2004年                      |
| 2004年 | 河原崎家の一族2 THE ANIMATION           |                              |
| 2004年 | 愛姉妹・蕾…汚してください THE ANIMATION |                              |
| 2005年 | 悪戯                                    |                              |
| 2005年 | フロントイノセント                      |                              |
| 2005年 | 緋忍伝 呀宇種                           |                              |

### 制作協力
テレビアニメ
- 東京ミュウミュウ（制作元請：ぴえろ、各話制作協力、2002年 - 2003年）
- 最遊記RELOADシリーズ
  - 最遊記RELOAD（制作元請：ぴえろ、各話制作協力、2003年 - 2004年）
  - 最遊記RELOAD GUNROCK（制作元請：ぴえろ、各話制作協力、2004年）

- BLEACH（制作元請：ぴえろ、各話制作協力、2004年 - 2008年）
- IZUMO -猛き剣の閃記-（制作元請：トライネットエンタテインメント・スタジオ九魔、発注元：東京キッズ、各話制作協力、2005年）
- トリニティ・ブラッド（制作元請：ゴンゾ、各話制作協力、2005年）
- シュガシュガルーン（制作元請：ぴえろ、各話制作協力、2005年 - 2006年）
- いぬかみっ!（制作元請：セブン・アークス、各話制作協力、2006年）
- くじびき♥アンバランス（制作元請：亜細亜堂、各話制作協力、2006年）
- 一騎当千 XTREME XECUTOR（制作元請：ティー・エヌ・ケー、制作協力、2010年）
- NARUTO -ナルト- 疾風伝（制作元請：ぴえろ、各話制作協力、2007年 - 2008年）
- BLUE DRAGON（制作元請：ぴえろ、各話制作協力、2007年 - 2008年）
- To LOVEる -とらぶる-（制作元請：XEBEC、各話制作協力、2008年）
- 今日の5の2（制作元請：XEBEC、各話制作協力、2008年）
- PandoraHearts（制作元請：XEBEC、各話制作協力、2009年）
- クロスゲーム（制作元請：SynergySP、各話制作協力、2009年 - 2010年）
- フリージング（制作元請：エー・シー・ジー・ティー、各話制作協力、2011年）
- 変ゼミ（制作元請：XEBEC、各話制作協力、2011年）
- 世界一初恋シリーズ
  - 世界一初恋（制作元請：スタジオディーン、各話制作協力、2011年）
  - 世界一初恋2（制作元請：スタジオディーン、各話制作協力、2011年）

- さんかれあ（制作元請：スタジオディーン、各話制作協力、2012年）

劇場映画
- 劇場版 NARUTO -ナルト-シリーズ
  - 劇場版 NARUTO -ナルト- 大興奮!みかづき島のアニマル騒動だってばよ（制作元請：ぴえろ、制作協力、2006年）
  - 劇場版 NARUTO -ナルト- 疾風伝（制作元請：ぴえろ、制作協力、2007年）
  - 劇場版 NARUTO -ナルト- 疾風伝 絆（制作元請：ぴえろ、制作協力、2008年）
  - 劇場版 NARUTO -ナルト- 疾風伝 火の意志を継ぐ者（制作元請：ぴえろ、制作協力、2009年）
  - 劇場版 NARUTO -ナルト- 疾風伝 ザ・ロストタワー（制作元請：ぴえろ、制作協力、2010年）
  - 劇場版 NARUTO -ナルト- ブラッド・プリズン（制作元請：ぴえろ、制作協力、2011年）
  - ROAD TO NINJA -NARUTO THE MOVIE-（制作元請：ぴえろ、制作協力、2012年）

- 劇場版BLEACHシリーズ
  - 劇場版BLEACH MEMORIES OF NOBODY（制作元請：ぴえろ、制作協力、2006年）
  - 劇場版BLEACH The DiamondDust Rebellion もう一つの氷輪丸（制作元請：ぴえろ、制作協力、2007年）
  - 劇場版BLEACH Fade to Black 君の名を呼ぶ（制作元請：ぴえろ、制作協力、2008年）
  - 劇場版BLEACH 地獄篇（制作元請：ぴえろ、制作協力、2010年）

一般OVA
- I"sシリーズ
  - from I"s（制作元請：ぴえろ、制作協力、2004年）
  - I"s Pure（制作元請：ぴえろ、制作協力、2005年）

- デトロイト・メタル・シティ（制作元請：STUDIO 4℃、各話制作協力、2008年）

18禁ゲーム
- Reversible（制作元請：スタジオたくらんけ、仕上、2007年）

## 関連人物

### アニメーター・演出家
- 梅津泰臣
- 影山楙倫（杜野幼青）
- 金澤勝眞
- 川西泰二
- きしもとせいじ
- 久城りおん

- 土屋康郎
- 宮澤努
- 武藤技闇
- ふくもとかん（福田きよむ）
- りんしん

### 制作
- 清水修（創業者）
- 越中おさむ
- 小澤一由